# Bell Arthur
Bell Arthur – jednostka osadnicza w Stanach Zjednoczonych, w stanie Karolina Północna, w hrabstwie Pitt.